# Edwardsville (Alabama)
Edwardsville és una població dels Estats Units a l'estat d'Alabama. Segons el cens del 2000 tenia 186 habitants.

## Demografia
Segons el cens del 2000, Edwardsville tenia 186 habitants, 80 habitatges, i 55 famílies. La densitat de població era de 74,8 habitants/km².
Dels 80 habitatges en un 25% hi vivien nens de menys de 18 anys, en un 58,8% hi vivien parelles casades, en un 7,5% dones solteres, i en un 31,3% no eren unitats familiars. En el 26,3% dels habitatges hi vivien persones soles l'11,3% de les quals corresponia a persones de 65 anys o més que vivien soles. El nombre mitjà de persones vivint en cada habitatge era de 2,33 i el nombre mitjà de persones que vivien en cada família era de 2,84.
Per edats la població es repartia de la següent manera: un 22,6% tenia menys de 18 anys, un 7% entre 18 i 24, un 27,4% entre 25 i 44, un 25,3% de 45 a 60 i un 17,7% 65 anys o més.
L'edat mediana era de 40 anys. Per cada 100 dones hi havia 111,4 homes. Per cada 100 dones de 18 o més anys hi havia 100 homes.
La renda mediana per habitatge era de 19.808 $ i la renda mediana per família de 29.792 $. Els homes tenien una renda mediana de 30.500 $ mentre que les dones 21.250 $. La renda per capita de la població era de 12.835 $. Aproximadament el 16,4% de les famílies i el 28,7% de la població estaven per davall del llindar de pobresa.

## Poblacions més properes
El següent diagrama mostra les poblacions més properes.